# Années 1960
Les années 1960 couvrent la période de 1960 à 1969. C'est une période révolutionnaire : révolutions agricoles, modernisation de l'Église catholique, révolte étudiante débouchant sur Mai 68, Printemps de Prague, Festival de Woodstock et les suivants, premiers pas de l'Homme sur la Lune en 1969, traités internationaux de dénucléarisation, etc..
Dans diverses langues on rencontre parfois le terme anglais Sixties, compte tenu du rayonnement économique et socio-culturel des États-Unis et du Royaume-Uni au cours de cette décennie.

## Événements majeurs

### Guerres et conflits
La guerre du Viêt Nam, débutée en 1955, se poursuit jusqu'en 1975 et aurait fait de 2 à 5 millions de morts.
La guerre d'Algérie, débutée en 1954, se termine en 1962. La guerre et les massacres des harkis suivant le cessez-le-feu auraient fait au moins 400 000 morts, bien que les pertes algériennes soient difficiles à chiffrer.
La guerre des Six Jours fait environ 15 000 à 20 000 morts en 1967.
La guerre du Biafra fait entre un et deux millions de morts entre 1967 et 1970.
Pour cette décennie, il y aura eu très peu de guerres, mais énormément de morts. 

### Géopolitique
- Premier traité proposant de créer une zone dénucléarisée comprenant les deux parties de l’Allemagne, la Pologne et la Tchécoslovaquie. (1960)
- Traité d'interdiction partielle des essais nucléaires signé le 5 août 1963 à Moscou, peu de temps après la crise de Cuba, début de la Détente.
- Concile Vatican II (1962-1965)
- Révolution culturelle en Chine (1966-1976)
- Décolonisation de l'Afrique (32 nouveaux États entre 1960 et 1968)
- Plusieurs gouvernements sont renversés avec l'aide de la CIA (« Agence centrale de renseignement » des États-Unis) : Congo (1960), République dominicaine (1961), Sud-Vietnam (1963) et Brésil (1964)[6].
- La construction du mur de Berlin par l'Allemagne de l'Est démarre le 13 août 1961.
- Crise des missiles soviétiques à Cuba
- Dictature des colonels en Grèce
- Printemps de Prague
- Révolution tranquille
- Le Mouvement des non-alignés est créé à Belgrade en 1961
- Les Forces armées révolutionnaires de Colombie (FARC) sont créées en mai 1964.
- Assassinat du président John F. Kennedy
- Mai 68
- Exposition universelle de Montréal (Expo 67) sous le titre Terre des hommes : les préoccupations écologiques y sont soulignées.
- Les premiers pas de l'Homme sur la Lune sont réalisés par Neil Armstrong

En Afrique du Sud, les tensions dans le cadre de l'apartheid continuent, entraînant la mort de 69 personnes, lors d'une manifestation pacifique, le 21 mars 1960. Nelson Mandela est arrêté en 1963 et condamné à la prison à vie en 1964. Aux États-Unis, Detroit fut le théâtre des plus violentes et des plus meurtrières émeutes raciales du pays, avec plus de 40 morts.

### Catastrophes naturelles
- Le 29 février 1960, un séisme au Maroc (Agadir) fit plus de 10 000 victimes[7].
- Le 22 mai 1960, un séisme touche quasiment tout le Chili. Sa magnitude fut la plus élevée enregistrée jusqu'à ce jour[Quand ?] : 9.5 sur l'échelle de Richter. Il provoqua un tsunami dans tout l'océan Pacifique. L'événement fit environ 6 000 victimes dans les différents pays concernés[8].
- Le 1er septembre 1962, un séisme en Iran (Kazvin) fit plus de 10 000 victimes[7].
- Les 28 et 29 mai 1963, un cyclone tropical toucha le Bangladesh et provoqua la mort de plus de 20 000 personnes[7].
- Les 11 et 12 mai 1965, un cyclone tropical au Bangladesh fit plus 15 000 victimes[7].

## Enjeux sanitaires et sociaux

### Enjeux sanitaires
La grippe de Hong Kong fut une pandémie en 1968 - 1969, qui fit plus d'un million de victimes.

### Environnement
Rachel Carson, scientifique américaine, publie en 1962 Printemps silencieux, un livre alarmant sur l'impact des pesticides sur l'environnement ; le succès et la prise de conscience sont internationaux. L’œuvre participe à la naissance du mouvement écologiste.
C'est en 1961, à cause des essais nucléaires atmosphériques que l'atmosphère terrestre a été la plus radioactive.
C'est au début des années 1960 que le niveau de la mer commence à significativement augmenter à cause du réchauffement climatique anthropique.

### Phénomènes de société
- Bossa Nova : sa popularité et son importance dans l'histoire de la musique brésilienne et mondiale est considérable.
- Beatlemania & British Invasion
- Swinging London et Swinging Sixties
- Les émeutes de Stonewall, le 28 juin 1969

## Personnages significatifs
- John Fitzgerald Kennedy
- Lyndon B. Johnson
- Richard Nixon
- Martin Luther King
- Malcolm X
- Barry Goldwater
- Hubert Humphrey
- George Wallace
- Jacqueline Kennedy-Onassis
- Elvis Presley
- Frank Sinatra
- Neil Armstrong
- Walt Disney
- Bob Dylan
- Jimi Hendrix
- Charles Manson
- Janis Joplin
- Chuck Norris
- Muhammad Ali
- Élisabeth II
- Harold Macmillan
- Alec Douglas-Home
- Harold Wilson
- The Beatles
- The Rolling Stones
- Charles de Gaulle
- Michel Debré
- Georges Pompidou
- François Mitterrand
- Johnny Hallyday
- Louis de Funès
- Yves Montand
- Claude François
- Charles Aznavour
- Jean-Paul Belmondo
- Konrad Adenauer
- Ludwig Erhard
- Léonid Brejnev
- Nikolaï Podgorny
- Youri Gagarine
- Mao Zedong
- Fidel Castro
- Che Guevara
- Indira Gandhi
- Tito
- Gamal Abdel Nasser
- Arnold Schwarzenegger

## Inventions, découvertes, introductions

### Sciences naturelles
- Les premières transplantations cardiaques sont réalisées par Christiaan Barnard en Afrique du Sud.
- La contraception orale ou pilule est progressivement dépénalisée et commercialisée dans les pays occidentaux.
- En 1965, Jacques Monod, François Jacob et André Lwoff ont obtenu le Prix Nobel pour avoir mis en évidence que l’ADN est le point de départ des réactions biochimiques qui, par l’intermédiaire de l’ARN, produisent les protéines nécessaires à la vie des cellules.

### Ingénierie: la révolution des transports
- Premier vol de l'avion de transport supersonique Concorde à Toulouse le 2 mars 1969[12].
- L'automobile dans le monde est en plein essor.
- En France, le premier axe autoroutier national (reliant Lille à Marseille) est construit durant cette période (inauguration en 1970).
- Le premier métro entièrement sur pneumatique est inauguré à Montréal en 1966 (métro de Montréal)
- L'adoption du conteneur standardisé favorise l'intermodalité et les échanges commerciaux internationaux[13].

## Mode
La mode des années 1960 est marquée par un renversement complet des anciens préceptes, même si au début de la décennie, le vêtement reste encore conventionnel. L'incontournable haute couture parisienne voit sa suprématie mondiale supplantée par le prêt-à-porter, promue en cela par les mouvements de la jeunesse. La mode n'émane plus d'une élite mais de la rue, en faisant abstraction du passé. La population, et donc ses consommateurs, rajeunissent, le Youthquake émerge. Paris capitale de la mode cède sa place au Swinging London : Londres devient la source de beaucoup des tendances. La musique pop émanant de ce pays va aussi influencer les comportements vestimentaires au même titre que les yéyés en France : les liens entre musique, cinéma et mode restent forts. Le collant, le pantalon, le bikini vont révolutionner les tenues féminines : des habitudes d'habillement sophistiquées et corsetées laissent progressivement la place à une génération prônant une mode ludique et une silhouette plus fine ; « les filles ne veulent plus ressembler à leurs mères ». Alors que la mode reste souvent représentative d'un pays, d'une classe sociale, avec une uniformité générationnelle, désormais, elle va incarner une tranche d'âge, une tendance culturelle ou même la représentation de contre-cultures. En pleine conquête spatiale, la mode futuriste représentée par Courrèges ou Pierre Cardin, ainsi que la minijupe vont s'imposer comme symboles forts de l'époque. L'usage de matières synthétiques diverses s'impose. Chez les hommes, le vestiaire est influencé par les Mods et l'Italie. Vers la fin de la décennie, le modernisme et la créativité de l'époque laissent entrer une iconoclaste inspiration hippie et ses tendances assimilées : rejet d'une mode matérialiste jusqu'alors basée sur des produits industriels fabriqués en série, elle va être source d'influences pour la décennie suivante. Les évolutions de la consommation et distribution ont alors déjà révolutionné la façon d'aborder la mode partout en occident, marquant une rupture radicale avec les années 1950 et nombres de principes établis lors des années 1960 restent toujours d'actualité de nos jours.

## Cinéma
Dans le cinéma français, la Nouvelle Vague, qui a débuté à la fin des années 50, est représentée notamment par les réalisateurs François Truffaut, Jean-Luc Godard, Claude Chabrol, Jacques Rivette, Eric Rohmer, Agnès Varda, a marqué cette décennie, mais a également influencé des réalisateurs d'autres pays, comme Andrzej Wajda et Roman Polanski en Pologne, ou au Brésil avec le cinema Novo. Les échos de la Nouvelle Vague porteront même jusqu’en Asie. Puis dans la seconde moitié de la décennie, ce sont les  États-Unis, avec l'abandon du code Hays, qui voit le Nouvel Hollywood émerger et continuer le mouvement. 
- La Mélodie du bonheur, film plusieurs fois récompensé, demeure, en 2014, l'un des plus gros succès de l'histoire du cinéma ; il en est de même pour Le Docteur Jivago - les deux films étant sortis en 1965.
- Claudia Cardinale
- Federico Fellini
- Alfred Hitchcock
- Audrey Hepburn
- Elizabeth Taylor
- Anthony Quayle
- Michèle Mercier
- Louis de Funès
- Claude Gensac
- Henri Verneuil
- Gregory Peck
- Sophia Loren
- Terence Hill
- Bud Spencer
- Lee Van Cleef
- Marlène Jobert
- Brigitte Bardot
- Blake Edwards
- David Niven
- Alain Delon
- François Truffaut
- Catherine Deneuve
- David Lean
- Jean Girault
- Clint Eastwood
- Michel Galabru
- Mireille Darc
- James Garner
- Sean Connery
- Roger Moore
- Jean-Claude Michel
- Bourvil
- Peter Falk
- Sharon Tate
- Charles Bronson
- Anne Jolivet
- Robert Hossein
- Jean-Paul Belmondo
- James Coburn
- Steve McQueen
- Sady Rebbot
- Élisabeth Wiener
- Olivier de Funès
- Bernard Alane
- Med Hondo
- Yves Rénier
- Roger Carel
- Gérard Hernandez
- Bernard Murat
- Jacques Deschamps
- Richard Darbois
- Jean Gabin
- Bruce Lee
- Jean-Louis Trintignant

## Télévision
La télévision, qui était onéreuse et rudimentaire dans les années 50, pénètre de plus en plus les ménages à travers le monde, avec des modèles de plus en plus perfectionnés. Des tours de transmission de plus en plus nombreuses. Vers la fin des années 1960, certains ménages passent de la télévision en noir et blanc à la télévision en couleur, pour ceux qui en ont les moyens, couleur qui se généralisera dans les années 1970. En juillet 1962, premières images de télévision transmises en direct par satellite entre Andover dans le (Maine) aux États-Unis et Pleumeur-Bodou en France. La télévision bouleverse également le rapport qu'avait les personnes face aux écrans, passant d'un spectacle à l'extérieur de l'habitat, ponctuel, sur un grand écran au cinéma, à un environnement "chez soi", sur un petit écran et des images à disposition toute la journée. Le réalisateur Jean-Luc Godard comparant le cinéma et la télévision aura cette phrase : « Quand on va au cinéma, on lève la tête. Quand on regarde la télévision, on la baisse ». Federico Fellini quant à lui déclare en 1982 sur le même thème : « Le plus grand tort que la télévision a fait au cinéma, ce n’est pas tant de lui avoir pris sa place, en proposant plusieurs films le même soir, mais c’est de lui avoir fait perdre autorité, son prestige, son mystère ». L'industrie du cinéma comme la radio doivent s'adapter de plus en plus au cours des années 60 face à cette nouvelle concurrence de la télévision qui prend de plus en plus de place. Woody Allen ayant grandit avec la radio en fera un hommage dans son film Radio Days en 1987, où seule les voix étaient disponibles à la maison avant l'arrivée de la télévision. La publicité, trouvant là un nouveau moyen de communication de masse, accentue le phénomène de société de consommation. Dans un autre registre, les campagnes électorales se modifient pour tenter de convaincre les électeurs. L'élection présidentielle américaine de 1960 en ait l'un des premiers exemple où la télévision a pris une place prépondérante dans la campagne. Les conflits et les guerres à travers le monde s'invitent aussi dans les foyers de manière plus accentuées avec les images. La guerre du Vietnam en sera le paroxysme du fait qu'elle implique les États-Unis et la durée de ce conflit. Les chaînes de télévision restent néanmoins dans la plupart des cas durant cette décennie, propriétaires des États, et contrôlées par les autorités politiques. 

## Musique
Voir également Groupe de musique des années 1960.

### Rock & Folk
- 1969 en musique : Le Festival de Woodstock attire 250 000 spectateurs.
- The Beatles
- Tom Jones
- The Beach Boys
- Eric Clapton
- The Doors
- Led Zeppelin
- Paul McCartney
- John Lennon
- Jimi Hendrix
- Pink Floyd
- Elvis Presley
- The Rolling Stones

### Jazz
En 1964, Louis Armstrong enregistre son titre le plus célèbre et le plus vendu : Hello, Dolly. Ray Charles devient également célèbre au début de la décennie avec des titres comme Georgia on My Mind ou Hit the Road Jack.

### R&B
Aretha Franklin réalise à la fin de la décennie les enregistrements R&B parmi les plus influents des années 1960, dont les célèbres Respect, Chain of Fools, Think, (You Make Me Feel Like) A Natural Woman...

### Artistes français
- Franck Alamo
- Henri Salvador
- Gilbert Bécaud
- Pierre Barouh
- Georges Brassens
- Dani
- Joe Dassin
- Michelle Torr
- Richard Anthony
- Michel Delpech
- Jacques Dutronc
- Françoise Hardy
- Léo Ferré
- Jean Ferrat
- Barbara
- Claude François
- Serge Gainsbourg
- France Gall
- Johnny Hallyday
- Sylvie Vartan
- Eddy Mitchell
- Les Chaussettes Noires
- Christophe
- Michel Polnareff
- Michel Fugain
- Michel Sardou
- Sacha Distel
- Daniel Beretta
- Serge Reggiani
- Dick Rivers
- Antoine
- Sheila
- Hervé Vilard

### Artistes internationaux
- Dusty Springfield
- Dalida
- Salvatore Adamo
- Jacques Brel
- The Animals
- Maria Callas
- Dmitri Chostakovitch
- Igor Stravinsky
- Dave Brubeck
- Édith Piaf
- Stan Getz
- Bruno Martino
- João Gilberto
- Antônio Carlos Jobim
- Vinícius de Moraes
- Frank Sinatra
- Dean Martin
- Henry Mancini
- Petula Clark
- Tom Jones
- Louis Armstrong
- Yves Montand
- Aretha Franklin
- George Harrison
- The Kinks
- Félix Leclerc
- The Mamas & the Papas
- Charles Aznavour
- The Small Faces
- The Shadows
- Sheila
- Rita Pavone
- Sonny and Cher
- The Who
- Deep Purple
- Shirley Bassey

## Littérature
- Albert Camus décède le 4 janvier 1960
- Jean-Paul Sartre refuse le prix Nobel de littérature en 1964.
- René Barjavel
- Structuralistes